# 切丛
数学上，一个微分流形M的切丛(tangent bundle) T(M)是一个由M各點上切空間組成的向量丛，其總空間是各切空间的不交并：
{\displaystyle T(M)=\coprod _{x\in M}T_{x}(M).}
總空間T(M)每个元素都是一个二元组(x,v)，其中v是在点x的切空间Tx(M)內的一枚向量。
切丛有自然的2n维微分流形结构如下：
設：{\displaystyle \pi \colon T(M)\to M\,}
為自然的投影映射，将(x,v)映射到基点x；
若M是个n维流形，U是x的一个足夠小的邻域，
φ :U→Rn是一个局部坐标卡，
V是U在T(M)的前象V（{\displaystyle V=\pi ^{-1}(U)\,})），则存有一个映射ψ : V  → Rn × Rn：ψ(x, v) = (φ(x), dφ(v)).
这个映射定义了T(M)的一个坐标图。
背景知识见微分流形条目。

## 拓扑和光滑结构
切丛带有一个自然的拓扑（不是不交并拓扑（disjoint union topology））以及微分结构，使得它自己成为一个流形。T(M)的维数是M的两倍。
每个n维向量空间的切空间是一个n维向量空间。那么作为一个集合，T(M)和M × Rn同构。但作为一个流形，T(M)并不总是和积流形M × Rn微分同胚。这在切丛是平凡的时候是真的。就象流形局部由欧几里得空间构造一样，切丛局部构造在M × Rn上。
若M是一个n维流形，则它有一个图册（Uα, φα）其中Uα是M中开集而
{\displaystyle \phi _{\alpha }\colon U_{\alpha }\to \mathbb {R} ^{n}}
是一个同胚。U上的这些局部坐标对于每个x ∈ U给出了TxM和Rn之间的一个同构。我们然后可以定义一个映射
{\displaystyle {\tilde {\phi }}_{\alpha }\colon \pi ^{-1}(U_{\alpha })\to \mathbb {R} ^{2n}}
这是通过下式完成的
{\displaystyle {\tilde {\phi }}_{\alpha }(x,v^{i}\partial _{i})=(\phi _{\alpha }(x),v^{1},\cdots ,v^{n})}
我们用这些映射来定义T(M)上的拓扑和光滑结构。T(M)的子集A是开的当且仅当对于每个α，{\displaystyle {\tilde {\phi }}_{\alpha }(A\cap U_{\alpha })}在R2n中是开的。这样这些映射是T(M)的开子集和R2n的同胚，所以可以作为T(M)的光滑结构的坐标图。坐标图定义域的交集{\displaystyle \pi ^{-1}(U_{\alpha }\cap U_{\beta })}上的变换函数用相关的坐标变换的雅可比矩阵引出，所以是R2n的开子集间的光滑映射。
切丛是称为向量丛（自己是纤维丛的特例）的更一般的构造的特例。直接一点的说，n维流形M的切丛可以定义为一个M上的n阶向量丛，其变换函数由相应的坐标变换的雅可比矩阵给出。

## 向量场
向量场是切丛的截面。

## 局部向量场
局部向量场是切丛的局部截面。

## 向量场的层
所有局部向量场的集合构成一个层（sheaf）。